# 垌中岩遗址
垌中岩遗址，位于中国广东省肇庆市封开县河儿口镇山根村黄口山，为广东省文物保护单位，类型为古遗址，公布时间为 2008年11月18日。
垌中岩遗址的历史年代为旧石器时代。